# Токсоплазмоза
Токсоплазмоза (позната и као мачја болест) је паразитска болест коју изазива протозоа Toxoplasma gondii. У организму главног домаћина мачке, одвија се сексуални циклус развоја паразита до нивоа ооцисте. У спољну средину ооцисте доспевају са цревним садржајем. Сазревањем ооциста прелази у облик спороцисте, која представља инфективни облик којом се инфицирају, поред мачке, и друге домаће животиње, па и човек.

## Извор заразе
Главни извор заразе је домаћа мачка. Мачка се зарази ингестијом контаминираног меса меса и мозга глодара (који садрже ткивне цисте) или друге хране контаминиране спороцистама. Спороцисте су инфективне у организму домаћих животиња (свиње, овце, говеда), птица и глодара, а налазе се у њиховим мишићима.
Болест се не преноси са човека на човека, осим са мајке-труднице на плод, када инфекција прелази на плод трансплацентарно односно преко постељице.

## Путеви преношења
Токсоплазмоза људи може да буде урођена или стечена. Урођена настаје вертикалном трансмисијом трансплацентарно или у току порођаја. Стечена настаје различитим путевима преношења: храном, контактом и водом. Храна је значајан пут преношења, најчешће конзумирањем зараженог животињског меса које није довољно термички обрађено (свиња, овца, ређе говече), путем млека и млечних производа од заражених животиња, конзумирањем хране (воће, поврће) контаминиране мачјим фецесом.

## Улазна врата
Слузокожа система органа за варење за стечене облике токсоплазмозе, преко постељице за конгениталне облике.

## Осетљивост
Сви људи су осетљиви на токсоплазмозу, али је болест најчешће у латентној форми, обично се манифестује у моменту ослабљеног имунитета.

## Епидемиологија
Токсоплазмоза је раширена у целом свету, прокуженост је доста велика те се процењује да једна трећина светске популације носи инфекцију токсоплазмозом, док у неким земљама износи и до 50% популације. Токсоплазмоза нема карактер сезонског обољења.

## Период инкубације
Код манифестних облика инкубација траје 7 до 23 дана, најчешће 10 до 14 дана, након чега се јављају клиничке манифестације и појава првих симптома.

## Клиничка слика
Постоје три клиничка облика токсоплазмозе:
Стечена токсоплазмоза- инфекција може проћи у латентном облику без клиничких манифестација или као манифестни облик. Најчешћи облик манифестне токсоплазмозе је гландуларна, коју карактерише регионално увећање вратних лимфних чворова или генерализована лимфаденопатија. Лимфни чворови могу достићи величину ораха, имају чврсту конзистенцију и лако су болно осетљиви. Може се јавити и грозница, малаксалост, бол у мишићима, главобоља. На кожи се појављују оспе сличне малим богињама. Симптоми се обично повлаче у року од неколико недеља, иако лимфаденопатија може трајати месецима.
Потпуно развијена клиничка слика је веома ретка. Одликује се тешким поремећајем општег стања, уз упалу плућа, срчаног мишића, хепатитис и енцефалитис, као и појавом оспе по кожи.
Промене на централном нервном систему углавном су узроковане менингоенцефалитисом са блажим клиничким током. У очима се јавља запаљење хороиде и мрежњаче (хориоретинитис).
Токсоплазмоза имунокомпромитованих особа– код пацијената оболелих од сиде и других пацијената са имунокомпромитовајућим болестима или пацијената на хемотерапији, токсоплазмоза је често опортунистичка инфекција са тешким клиничким током. Знаци и симптоми захватања централног нервног система јављају код више од 50% имунокомпромитованих пацијената са акутном токсоплазмозом. Сусрећу се са енцефалопатијом, менингоенцефалитисом итд. Болест се може манифестовати и појавом малих богиња на кожи, упалом плућа и срчаног мишића. Ређе су захваћени бубрези и јетра.
Конгенитална токсоплазмоза- узрокована преносом инфекције са мајке на фетус преко постељице, представља увек тежи облик токсоплазмозе, за разлику од стечених облика који могу бити и без симптома. Клиничке манифестације зависе од више фактора, пре свега од старости фетуса. Уколико је до интраутерине инфекције дошло у раном периоду трудноће, у фази органогенезе односно формирања органа, долази до тешких оштећења плода, а већина ових трудноћа завршава се смрћу плода и спонтаним побачајем. Ако се трудноћа настави, дете се рађа са знацима тешке, узнапредовале болести, и то: хидроцефалус, интрацеребралне калцификације, енцефаломијелитис, микроцефалија, хориоретинитис, увећање јетра и слезине, жутица, пурпура.
Инфекција мајке у другом тромесечју може изазвати хидроцефалус, слепило или разна неуролошка оштећења мањег степена.
Најчешћа је инфекција фетуса у трећем триместру. Изазива хориоретинитис и друга оштећења очију и функције вида, смањену способност учења и друге знаке оштећења централног нервног система. Асимптоматска, латентна инфекција може се клинички манифестовати у каснијим годинама. Дете се рађа здраво. Касније, после неколико месеци или година, болест се може манифестовати као хориоретинитис, разрокост, губитак вида и слуха, конвулзије и психомоторна ретардација.

## Дијагноза
Пошто клиничка слика није карактеристична, дијагноза се потврђује серолошким методама (Сабин-Фелдманов тест, индиректни имунофлуоресцентни тест, тест директне аглутинације, реакција везивања комплемента, тест индиректне хемаглутинације, ПЦР, ЕЛИЗА).

## Третман
Асимптоматски облици стечене токсоплазмозе се не лече. Симптоматске форме треба лечити. Облици који захватају лимфне жлезде лече се антибиотицима из групе макролида у трајању 2-3 недеље.
Тежи облици стечене токсоплазмозе са неуролошким манифестацијама, упалом плућа или срчаног мишића лече се пириметамином и сулфадиазином, док се токсоплазмоза код трудница лечи спирамицином континуирано до краја трудноће.
Неонатална токсоплазмоза се лечи спирамицином 30-40 дана, а затим дарапримом и сулфадиазином са фолном киселином наредних 30-40 дана.
Токсоплазмоза код имунокомпромитованих особа се лечи следећим комбинацијама: пириметамин и сулфадиазин, сулфадиазин и клиндамицин, фансидар и клиндамицин, монотерапија клиндамицином. Овим пацијентима је потребна дуготрајна терапија.

## Превенција
Као и код свих заразних болести, мере превенције су важне у спречавању ширења ове болести и укључују:
- избегавање директног контакта са мачјим изметом представља једну од најважнијих мера, тако да се не препоручује чишћење измета, као ни контакт са предметима са којима је животиња имала контакт током или непосредно после дефекације, без употребе заштитних рукавица;
- што чешће и темељније прање руку и дезинфекција руку;
- темељно прање намирница пре конзумирања, посебно воћа и поврћа који су имали контакт са површином земље;
- добра термичка обрада меса, производа од меса, млека и млечних производа;
- конзумирање искључиво проверене воде за пиће или флаширане воде;
- дератизација и ветеринарске мере су такође значајне у превенцији токсоплазмозе.